# Wes Moore
Westley Watende Omari Moore (født 15. oktober, 1978) er en amerikansk politiker, investeringsbankmand, forfatter og tv-vært, som siden den 18. januar 2023 har været Marylands guvernør. Han er fra det demokratiske parti og den første sorte guvernør i Maryland.

## Baggrund
Moore blev født i Takoma Park, Maryland af William Westley Moore jr. og Joy Thomas Moore.

## Privatliv
Moore har siden 2007 været gift med Dawn Flythe. De har sammen 2 børn. Mia og James.